# FC Seul
FC Seul (în coreeană FC 서울), alternativ scris FC Seoul, este un club de fotbal sud-coreean, fondat în 1983, cu sediul în Seul. Cu șapte campionate câștigate este cel mai de succes club din K-League în materie de campionate câștigate. Clubul este cel mai de succes din istoria fotbalului din Coreea de Sud, câștigând șapte campionate de două ori câștigând câte trei campionate la rând.

## Palmares

### Intern
- K League
  - Campionate (6) : 1985, 1990, 2000, 2010, 2012, 2016
  - Locul doi (5) : 1986, 1989, 1993, 2001, 2008

- FA Cup
  - Campioni (2) : 1998, 2015
  - Locul doi (2) : 2014, 2016

- Supercupa Coreei
  - Campioni (1) : 2001
  - Locul doi (1) : 1999

- League Cup
  - Campioni (2) : 2006, 2010
  - Locul doi (4) : 1992, 1994, 1999, 2007

- AFC Champions League
  - Locul doi (2) : 2002, 2013